# Юность Девы Марии
«Юность Девы Марии» — картина английского художника-прерафаэлита Данте Габриэля Россетти, создававшаяся в период с 1848 по 1849 год; на данный момент работа находится в собрании Галереи Тейт.
Картина стала первой крупной работой Россетти, написанной маслом. Также на ней впервые Россетти поставил монограмму PRB, обозначающую принадлежность к братству прерафаэлитов.
На картине изображена юная Дева Мария вместе со своей матерью Святой Анной, отцом Святым Иоакимом (на заднем плане) и ангелом. Мать и дочь занимаются вышивкой — Мария учится вышивать лилию, которую держит ангел, в то время как отец обрезает виноградную лозу. Лист пальмы на полу, красная плащаница и тернистый цветок шиповника являются отсылкой к Христу, белые лилии символизируют чистоту и невинность, голубь — Святого Духа. Натурщицами стали сестра Россетти Кристина (Дева Мария) и его мать Фрэнсис Полидори (Святая Анна). Работая маслом, Россетти пользовался кистями для акварельных красок. На раме написаны два сонета, сопровождающие картину, авторства Россетти (были добавлены в 1864 году вместе с новой рамой).
Картина впервые выставлялась в 1849 году в Королевской академии художеств, где завоевала успех. Работа была вскоре куплена за 80 гиней. Перед отправкой картины покупателю Россетти переделал лицо ангела и платье Марии. В 1864 году по просьбе новой владелицы картины Россетти вновь изменил некоторые детали — крылья ангела стали розовыми (были белыми), а детали рукавов платья Девы Марии изменили цвет с жёлтого на коричневый.